# Maretići (Višnjan)
Maretići su naselje u Republici Hrvatskoj u sastavu Općine Višnjan, Istarska županija. 

## Stanovništvo
Prema popisu stanovništva 2011. godine naselje je imalo 1 stanovnika.

| broj stanovnika | 1     |       |
|                 | 2011. | 2021. |